# Temporada 1951-1952 del RCD Espanyol
Dades de la Temporada 1951-1952 del RCD Espanyol.

## Fets Destacats
- 16 de setembre de 1951: Lliga: Reial Saragossa 5 - Espanyol 6[4]
- 23 de setembre de 1951: Lliga: Espanyol 4 - Reial Madrid 3[5]
- 6 de gener de 1952: Lliga: Espanyol 4 - Reial Saragossa 0[6]
- 13 de gener de 1952: Lliga: Reial Madrid 6 - Espanyol 1[7]
- 15 de maig de 1952: Amistós a Badalona: Espanyol 8 - Selecció Catalana 5[8]
- 18 de maig de 1952: Amistós: Espanyol 9 - Reial Saragossa 0[9]
- 31 de maig de 1952: Amistós: Espanyol 4 - AS Nancy 2[10]

## Resultats i Classificació
- Lliga d'Espanya: Setena posició amb 32 punts (30 partits, 14 victòries, 4 empats, 12 derrotes, 69 gols a favor i 62 en contra).
- Copa d'Espanya: Vuitens de final. Fou eliminat per la Reial Societat 4-2 en el partit de desempat.

## Plantilla
| P   | Jugador                | Lliga | Lliga | Copa d'Espanya | Copa d'Espanya |
| P   | Jugador                | PJ    | G     | PJ             | G              |
| --- | ---------------------- | ----- | ----- | -------------- | -------------- |
| POR | Josep Trias            | 17    | -44   | -              | -              |
| POR | Miquel Soler           | 13    | -18   | 3              | -5             |
| POR | Alfred Vera            | 1     | 0     | -              | -              |
| DEF | Josep Parra            | 29    | -     | 3              | -              |
| DEF | Antoni Argilés         | 23    | -     | 3              | -              |
| DEF | Ramon Celma            | 18    | 3     | 2              | -              |
| DEF | Cata                   | 14    | -     | 3              | -              |
| DEF | Isidre Flotats         | 11    | -     | 1              | -              |
| DEF | Emilio Soto            | 6     | -     | -              | -              |
| DEF | Joan Babot             | 3     | 1     | -              | -              |
| DEF | Fernando               | -     | -     | -              | -              |
| MIG | Josep Artigas          | 27    | 2     | 3              | -              |
| MIG | Juan Bolinches         | 21    | -     | 2              | -              |
| MIG | José Luis Piquín       | 18    | 3     | -              | -              |
| MIG | Miquel Xirau           | 6     | 2     | 1              | -              |
| MIG | Rafael Grau            | 4     | 1     | -              | -              |
| MIG | Mariano Veloy          | 3     | -     | -              | -              |
| DAV | Francesc Xavier Marcet | 30    | 12    | 3              | 1              |
| DAV | Josep Egea             | 28    | 15    | 1              | -              |
| DAV | Julià Arcas            | 25    | 11    | 3              | -              |
| DAV | Vicente Colino         | 18    | 10    | 2              | -              |
| DAV | Josep Mauri            | 9     | 5     | 3              | 2              |
| DAV | Antoni Cruellas        | 3     | 1     | -              | -              |
| DAV | Josep Fontanet         | 3     | 3     | -              | -              |
| DAV | Josep Estiragues       | 1     | -     | -              | -              |